# فوئنتس دی آندلوسی
فوئنتس دی آندلوسی (به اسپانیایی: Fuentes de Andalucía) یک منطقهٔ مسکونی در اسپانیا است که در سبیا واقع شده‌است. فوئنتس دی آندلوسی ۱۵۰ کیلومتر مربع مساحت دارد ۱۸۳ متر بالاتر از سطح دریا واقع شده‌است.